# Yeaveley
Yeaveley – wieś i civil parish w Anglii, w hrabstwie Derbyshire, w dystrykcie Derbyshire Dales. W 2011 civil parish liczyła 396 mieszkańców. Yeaveley jest wspomniana w Domesday Book (1086) jako Ghiveli.